# استیسی والنتین
استیسی والنتین (انگلیسی: Stacy Valentine؛ زاده ۹ اوت ۱۹۷۰) بازیگر پورنوگرافی اهل ایالات متحده آمریکا است.